# Шоимени (Харгита)
Шоимени (рум. Șoimeni) насеље је у Румунији у округу Харгита у општини Паулени-Чук. Oпштина се налази на надморској висини од 760 m.

## Становништво
Према подацима из 2002. године у насељу је живело 530 становника.

### Попис2002.
| Расподела становништва по националности 2002.‍ | Расподела становништва по националности 2002.‍ | Расподела становништва по националности 2002.‍ | Расподела становништва по националности 2002.‍ | Расподела становништва по националности 2002.‍ |
| --------------------------------------------- | --------------------------------------------- | --------------------------------------------- | --------------------------------------------- | --------------------------------------------- |
|                                               |                                               |                                               |                                               |                                               |
| Мађари                                        | Мађари                                        |                                               | 522                                           | 99,1%                                         |
| Роми                                          | Роми                                          |                                               | 5                                             | 0,9%                                          |